# Karl Schmid (artiste)
Vous pouvez aider à l'améliorer ou bien discuter des problèmes sur sa page de discussion.
- Son texte doit être wikifié : il ne correspond pas à la mise en forme Wikipédia (style, typographie, liens internes, liens entre les wikis, etc.). (Marqué depuis janvier 2023)
- Sa typographie ne respecte pas les conventions de Wikipédia. Vous pouvez solliciter de l’aide de l’Atelier typographique. (Marqué depuis août 2024)
- Il n’est pas rédigé dans un style encyclopédique. (Marqué depuis janvier 2022)

Pour les articles homonymes, voir Karl Schmid et Schmid.
Karl Schmid, né le 10 mai 1914 à Zurich et mort dans cette même ville le 13 août 1998 à l'âge de 84 ans, est un artiste peintre, sculpteur, graveur, illustrateur, graphiste et enseignant suisse actif des années 1930 aux années 1990.

## Biographie

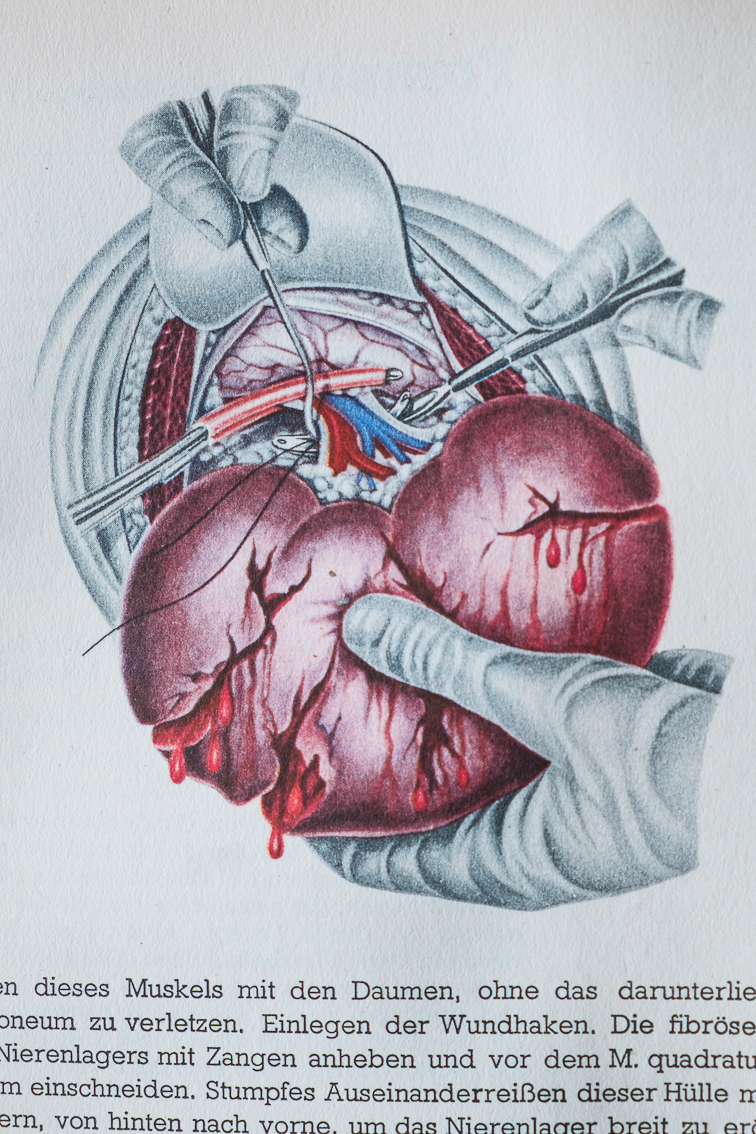
Karl Schmid, illustration scientifique des années 1940. Reproduction extraite de l'Aide-mémoire d`interventions urgentes "Siegfried" par le Prof. Charles Perret, Montreux, 1947.

### Contexte familial
Karl Schmid naît à Zurich. Son père, d'origine juive, meurt pendant la Première Guerre mondiale. Sa mère, dans une extrême pauvreté, souffre d'épilepsie et de schizophrénie. À chaque hospitalisation de sa mère, Karl Schmid est placé en orphelinat, où il passe la plus grande partie de son enfance et de son adolescence.

### Jeunesse et formations

#### Arts et Métiers
Karl Schmid rêve de devenir médecin-chirurgien. Il se passionne pour la sculpture sur bois. Il s'oriente vers un apprentissage d'ébéniste et de charpentier. Cette formation artisanale est déterminante pour son travail. Il suit un cours du soir et quelques cours avancés à l'École des Arts et Métiers.

#### Autodidacte
Karl Schmid passe une partie de son temps libre à la bibliothèque municipale de Zurich. Il lit sur différents sujets, avec une prédilection pour la littérature et surtout, pour l'art. Pendant ses années de formation, il rencontre des artistes comme Oskar Kokoschka et Ernst Ludwig Kirchner,.

#### Arts et Médecine
Schmid et Kirchner se rencontrent à Davos, dans un sanatorium pour tuberculeux, maladie dont ils souffrent tous deux. 

« ... Leur souffrance partagée de la même maladie, mais plus encore leur enthousiasme commun pour un nouveau concept expressif de l'art, les a rapprochés, et une amitié profonde s'est rapidement développée. »

#### Illustrations
En 1932, Karl Schmid est auditeur aux cours de Paul Clairmont, professeur de chirurgie à l'Université de Zurich. Clairmont remarque le jeune homme qui dessine en classe, concentré. Il l'engage comme illustrateur chirurgical, le premier de l'Université de Zurich. De 1932 à 1941, Karl Schmid réalise des illustrations pour des publications scientifiques.
Il épouse Erika Bilfinger, médecin psychiatre, avec qui il aura deux enfants.

### Débuts professionnels
Ses dessins scientifiques attirent l'attention de Walter Gropius, l'un des cofondateurs du Bauhaus. Il invite Karl Schmid aux États-Unis pour enseigner à la Graduate School of Design de Harvard. Grâce à Gropius, il reçoit une offre de Disney pour illustrer un film d'animation. Il décline les deux invitations pour raisons familiales. Gropius présente Karl Schmid à Johannes Itten, directeur de l’École des arts appliqués de Zurich (aujourd'hui Zurich University of the Arts). Itten l'engage comme professeur.

### Enseignant
En 1944, Karl Schmid fonde le cours de dessin scientifique, l'un des premiers du genre. Il l'enseigne jusqu'en 1971.

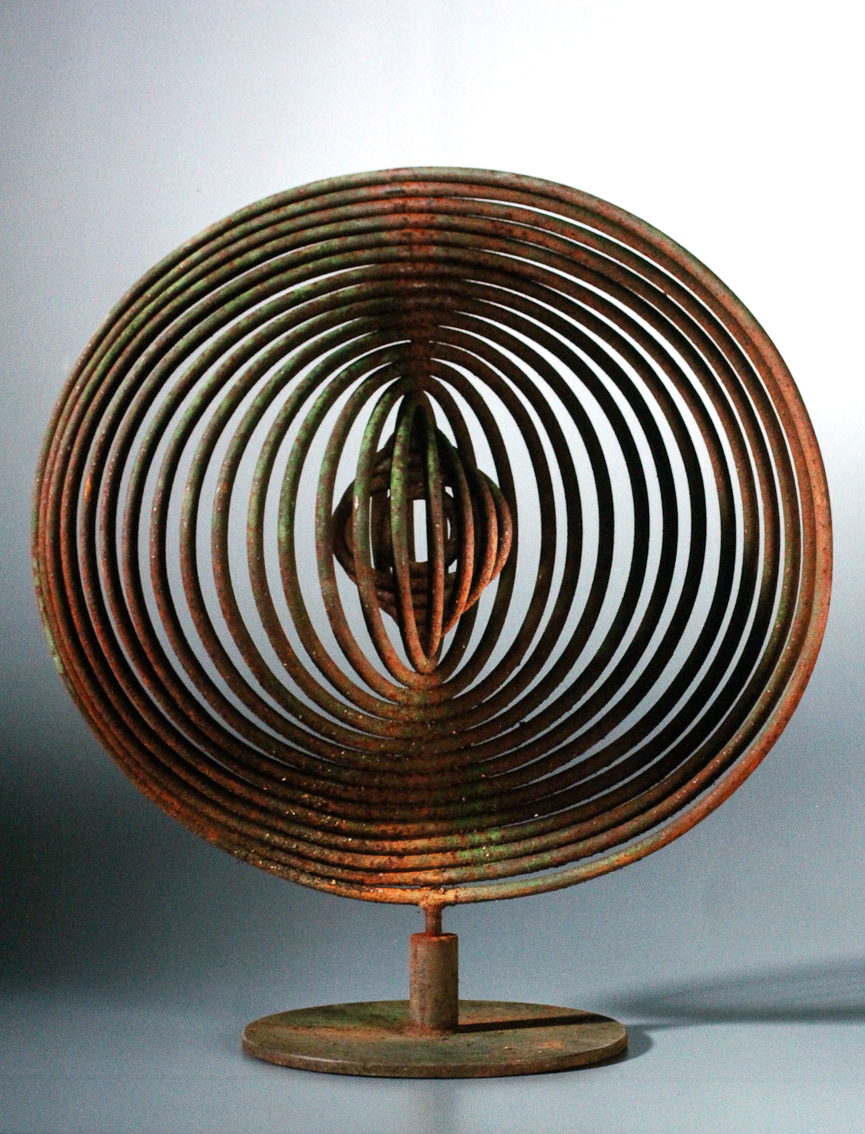
K. Schmid, Sans titre, 1970.Sculpture en fer oxydé,.

Karl s'installe avec sa famille dans le quartier de Seefeld à Zurich. Il a des revenus confortables de l’École. Il ouvre son premier véritable atelier dans l'ancienne écurie de la Villa Herold sur la Klausstrasse.

### Essor artistique
Au printemps 1944, Karl Schmid rencontre pour la première fois Hans Arp à Zurich, chez des amis collectionneurs d'art. Arp souffre encore du décès de sa première femme, Sophie Taeuber-Arp. Elle est décédée un an plus tôt dans un accident, chez Max Bill, où ils étaient tous deux invités. Max Bill accompagne Arp dans l’atelier de Schmid. Schmid et Arp nouent une amitié et une collaboration forte. Schmid prépare des reliefs en bois, des gravures sur bois et le livre d'artiste Elemente (Éléments) pour Arp,.

### La Maison-Atelier
En 1956, Karl Schmid a suivi un cours préparatoire à l'École des arts appliqués : la Vorbereitungsklasse. En 1962, il s'installe dans sa maison-atelier à Gockhausen. Dans cet atelier, il organise un environnement différent pour chaque œuvre : peinture, sculpture sur bois, techniques de gravure. Il a un atelier de forgeron, où il crée la plupart de ses œuvres en fer et en bronze des années 1970 et 1980,. Sa seule exposition monographique intitulée : « Karl Schmid und seine Schuler » a lieu en 1965 au Helmhaus. Elle montre ses œuvres personnelles ainsi que celles de ses étudiants (Karl Schmid et ses étudiants),.

### Art et Architecture
À partir des années soixante, il reçoit de nombreuses commandes dans le domaine des interventions artistiques pour l'architecture. Il réalise des fresques dans des écoles, des bâtiments publics et privés dans les cantons de Zurich, Zoug, Grisons et du Tessin.

### Maladie et Retraite
En 1971, à l'âge de 57 ans, il prend une retraite anticipée de l'enseignement : il est malade depuis quelque temps. Il n'arrête pas de produire une grande quantité d'œuvres, notamment des fresques pour l'architecture. Dans la dernière partie de sa vie, Karl s'isole  : « …Enfin, les longues années où il s'est retiré de tous ses amis pour remplir sa mission artistique, ce qui l'a conduit à une solitude sans bornes ».

### Décès
Karl Schmid meurt le 13 août 1998 à l'hôpital Neumünster de Zurich. Il est enterré au cimetière Friedhof Uetliberg.

## Production artistique

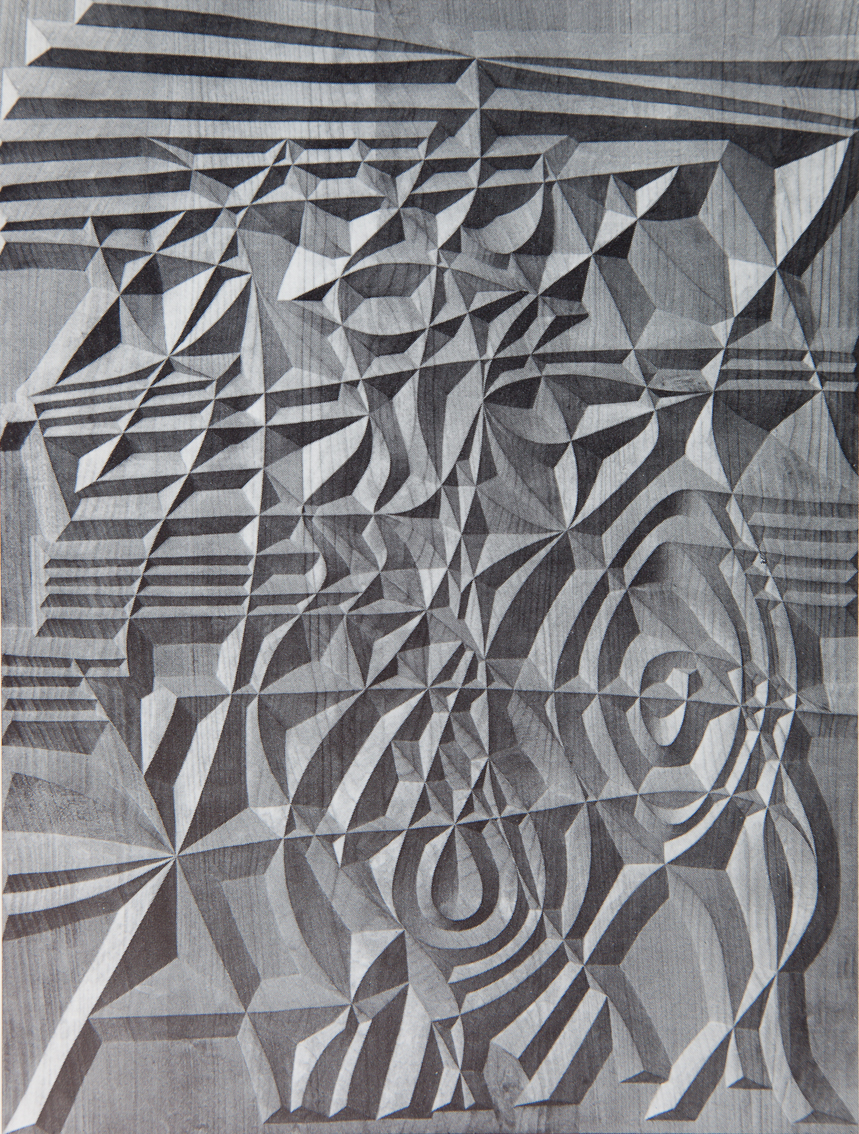
K. Schmid, Die Lustmühle im Kanton Aargau (Le moulin de divertissement dans le canton d'Argovie), années 1960.Relief en bois de cerisier.

L'œuvre de Karl Schmid se compose de dessins, lithographies, gravures sur bois, impressions sur tissu, peintures à l'huile, aquarelles, tapisseries, bas-reliefs, sculptures en bois, en pierre et en fer, peintures murales et reliefs pour l'architecturaux.

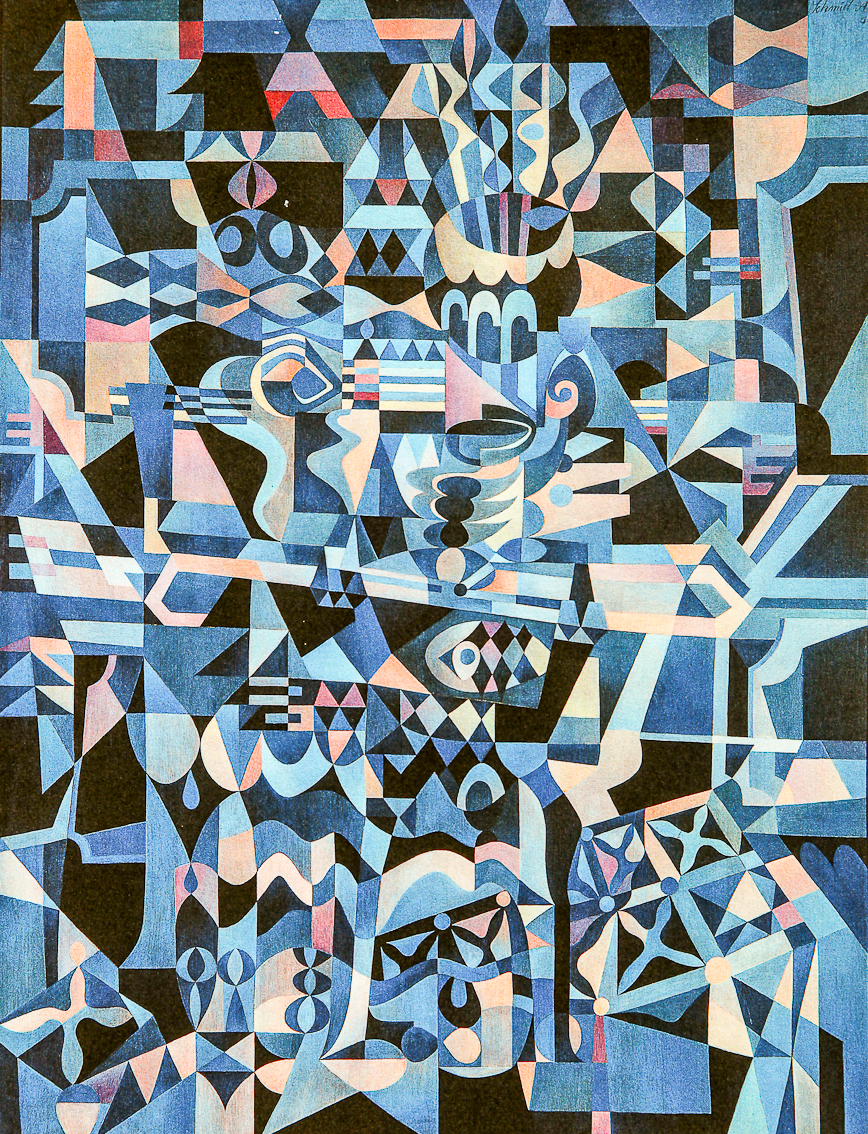
K.Schmid; Der geteckte Tisch (La table dressée), 1955.Peinture préparatoire à la tapisserie.

« L'art de Karl Schmid va du travail strictement naturaliste (illustrations scientifiques) à la composition abstraite ».
«  Il maîtrise les techniques graphiques les plus diverses, son travail couvre un large éventail de matériaux et il est cependant indéniable que le dessin a pour lui la plus haute priorité ».

### Travaux effectués sur les bâtiments
« Karl Schmid était un maître de l'empathie avec l'architecture moderne ».
À la fin des années 1970, l'ETH (École Polytechnique Fédérale de Zurich) veut lui décerner un diplôme honorifique en architecture : il refuse. Il réalise des fresques dans des écoles, des bâtiments publics et privés des cantons de Zurich, Zoug, Grisons et Tessin.

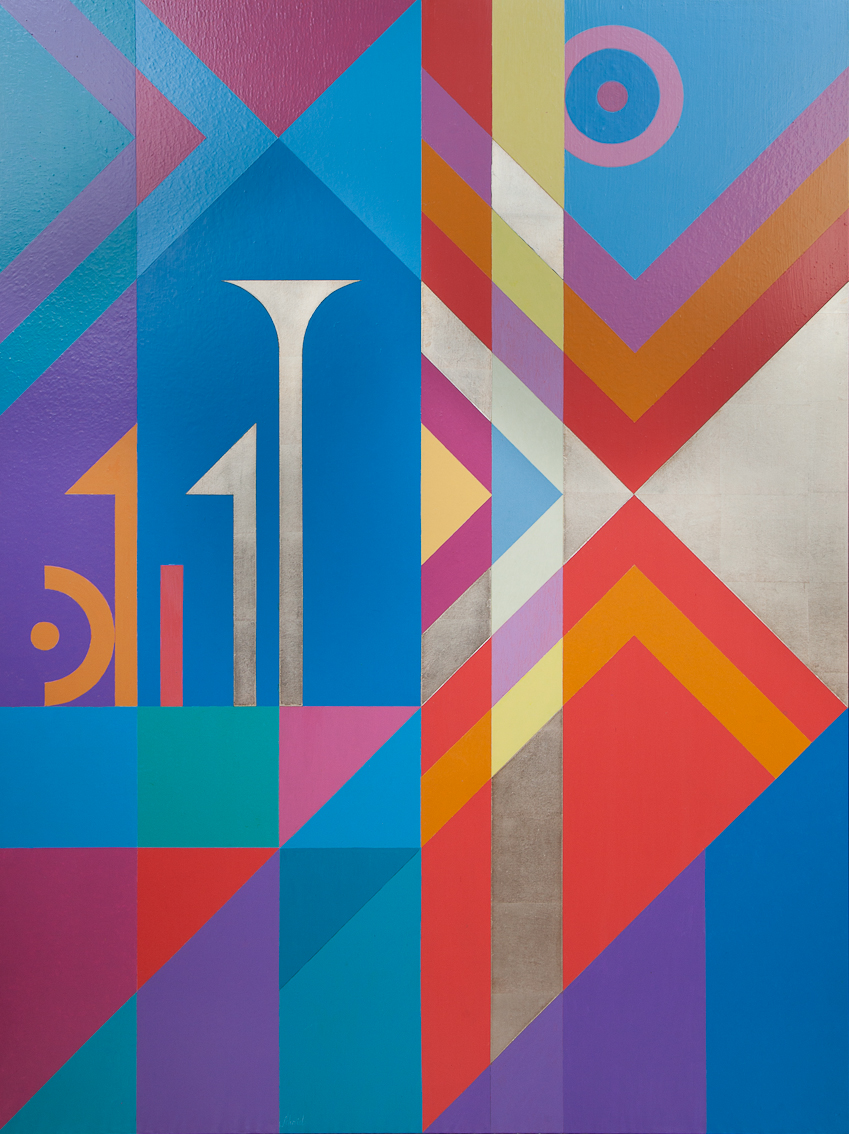
K. Schmid, Sans titre, années 1980. Peinture acrylique sur bois,.

Certaines de ses œuvres les plus importantes :
- 1965-66 Jardin d'enfants « Altbach », Brüttisellen (ZH) - Peinture murale
- 1965-67 Schulhaus Gutschick, Winterthur[10] - 1965, Jardin des symboles, reliefs en bois de chêne (atrium-rez-de-chaussée), 1967 Peinture murale (entrée extérieure)
- 1966 Maison de retraite Neubühl ZH-Wollishofen[11] - Dämmerung (Crépuscule), fresque (escalier), signes de direction, fer (dans le hall d'entrée), Peinture murale avec les signes du Zodiaque, 12 signes du zodiaque, reliefs muraux en fer (un sur chacun des 12 balcons d'étage)
- 1967 Station de recherche Agroscope, Zürich - Frise en béton armé de 40 m au-dessus de l'entrée (Betonfries)
- 1968 Complexe sportif Trü, Scuol GR, Suisse. - Peinture murale dans la piscine intérieure
- 1970 École cantonale de Rämibühl, Rämistrasse 58, Zurich[12] - Peintures murales : réfectoire, entrée de la cafétéria, couloirs-garage, atrium de l'escalier

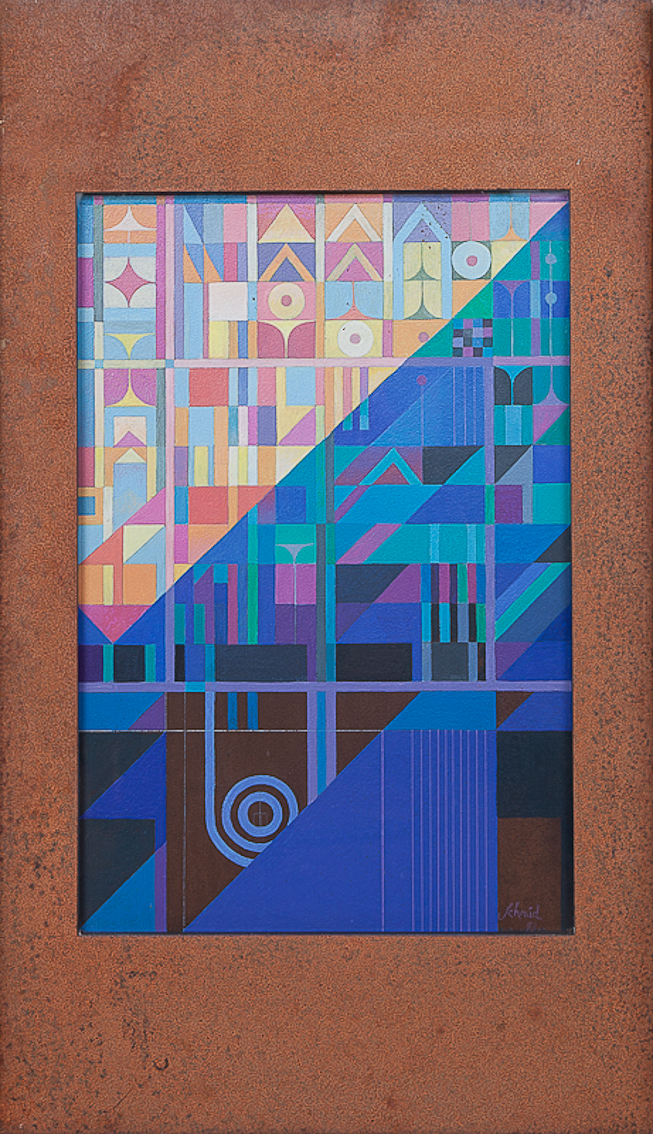
K. Schmid, Licht und Schatten (Lumière et ombre), 1993. Aquarelle sur carton et cadre en fer oxydé,.

- K. Schmid, Licht und Schatten (Lumière et ombre), 1993 . Aquarelle sur carton et cadre en fer oxydé, 70 × 41 cm. 1974 Cimetière Friedhof Uetliberg - Zürich[13] - Mosaïque de sol
- 1975 Immeuble d'habitation, Klausstrasse 4, Zurich - Paysage abstrait - Hall d'entrée et escaliers
- Maison Schmid des années 1980 - Lionza (Centovalli - Tessin) - Peinture murale extérieure

### Expositions
Karl Schmid est un artiste indépendant et idéaliste, réticent à participer au marché de l'art. Il préfére vendre ses œuvres directement à des collectionneurs qu'il connaît personnellement. Ses rares expositions ne se sont faites qu'à l'initiative d'institutions publiques ou privées.

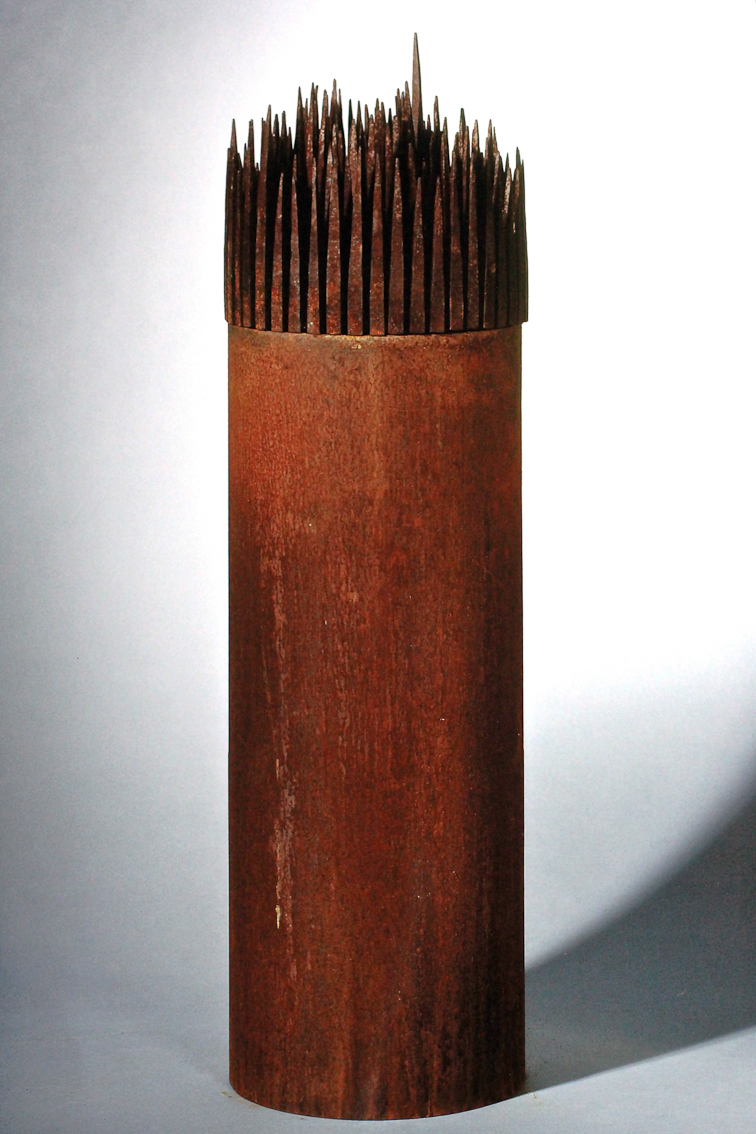
K. Schmid, Auschwitz, années 1960.Sculpture en fer oxydé,.

- En 1957 ses dessins sont exposés dans le cadre de l'exposition collective « Le dessin dans l'œuvre de jeunes peintres et sculpteurs suisses », Berne, Kunsthalle, 3 août 1957 - 8 septembre 1957[14].
- Sa seule exposition anthologique a eu lieu en 1965, avec ses élèves de l'École des arts appliqués : « Karl Schmid und seine Schuler » (Karl Schmid et ses élèves). Zurich, Helmhaus 23 janvier - 28 février 1965. À cette occasion, le Kunsthaus de Zurich acquiert le relief en bois de cerisier Die Lustmühle Kanton Aarau[15]. (Le moulin à plaisirs du canton d'Aarau)[2].
- Exposition monographique dans le cadre de l'exposition : Cinq artistes suisses au SKA sur la Werdmühleplatz à Zurich, du 6 mars 1991 au 19 avril 1991[16].
- En 2004, l'exposition posthume Erinnerungen an Karl Schmid (Souvenirs de Karl Schmid) a été organisée par la Fondation Ritter-Hürlimann. Uster, Villa Grunholzer, du 1 mai 2004 au 16 mai 2004[17].

## Enseignant
En 1944, Karl Schmid commence à enseigner le dessin scientifique à l'École des arts appliqués de Zurich, à l'invitation du directeur Johannes Itten.
En 1956, il se voit confier l'enseignement d'un cours préparatoire. « Il accepta cette tâche responsable avec un dévouement paternel. (…) Ses grands modèles, Rudolf Steiner et Johann Heinrich Pestalozzi, l'ont inspiré à traiter ses élèves avec le plus grand respect. Il a apporté de nombreuses idées nouvelles dans son enseignement, notamment à partir des exercices les plus simples. Mais il exigeait qu'elles soient réalisées avec un dévouement absolu et un savoir-faire parfait.
Il a constamment guidé ses élèves pour qu'ils établissent un lien avec la « beauté » dont ils rêvaient avec sensibilité, persévérance et attention. » « Karl Schmid est un professeur-né. Les éléments formels, les matériaux, les processus créatifs internes sont ce qu'il transfère à l'étudiant. (…) Schmid ne transfère pas un style à l'élève, mais tout son univers en ébullition. »

### Projets réalisés avec des étudiants
- 1958 - Le livret Punktgeschichten / « Histoires de points », réalisé comme projet de classe. " Avec les outils les plus simples - un clou aiguisé - les élèves ont réalisé des gravures sur des planches de poirier poli.Les pochoirs ont ensuite été imprimés à l'imprimerie. Grâce à cet exercice de design d'une simplicité ascétique, les élèves ont pris conscience de l'infinie richesse créative que l'on peut trouver en toute chose, même dans la plus petite possibilité créative, le point. "[2].
- 1962 - Illustrations pour un herbier : « Unkräuter », (Malerbe) pour la société Ciba-Geigy[3].

" Toutes les plantes sauvages de Suisse devaient être représentées fidèlement à l'aquarelle. L'ensemble du travail a duré sept ans et comprend finalement environ 180 planches d'aquarelle élaborées avec une extrême précision ". Dans la même période, une expérience de design didactique avec les étudiants : un service de table en couverts de bois.
- 1965 - Réédition graphique de « Historia Plantarum » de Conrad Gessner[3].

- 1965 - Karl Schmid est invité par le Kunsthaus de Zurich à exposer ses œuvres au Helmhaus[9].

« Il a accepté avec plaisir et a suggéré de montrer également les travaux de ses élèves du cours préliminaire et du cours d'illustration scientifique. Il considérait que sa contribution éducative était une partie essentielle de son travail créatif ».
Max Bill, chargé de faire une proposition de réforme pour l'École des arts et métiers, déclare dans ses conclusions que l'institut doit être fermé en raison de méthodes d'enseignement dépassées. Il ne considère comme novateur que l'enseignement de quelques cours, parmi lesquels celui de Karl Schmid.

### Élèves de Karl Schmid
- Oliviero Toscani, photographe de publicité et de mode, écrivain, homme politique, créateur d'images d'entreprise et de campagnes publicitaires pour Benetton, Chanel, Esprit, Fiorucci. A étudié à la Zürcher Kunstgewerbeschule de 1961 à 1965[18]. O. Toscani se souvient qu'il l'a orienté vers la photographie : à l'époque il voulait devenir peintre. Schmid l'a emmené au zoo de Zurich pour dessiner des animaux (c'était l'une de ses méthodes pédagogiques)[17] et après avoir vu ses dessins, lui a conseillé de devenir photographe.
- Harald Naegeli, élève de 1957 à 1962. Connu comme le pulvérisateur zurichois, précurseur du street art à la fin des années 1970.
- Hans Ruedi Giger, de 1959 à 1960. Peintre, dessinateur, illustrateur et sculpteur. Dans le domaine des effets spéciaux cinématographiques, il a créé, en collaboration avec Carlo Rambaldi, la créature protagoniste d'Alien, Oscar des meilleurs effets spéciaux en 1980.
- Kurt Laurenz Metzler, de 1958 à 1963. Sculpteur
- Hardy Hepp, de 1962 à 1966. Peintre, dessinateur et musicien.
- Fredi M. Murer, de 1960 à 1964. Réalisateur, scénariste, conteur, photographe et dessinateur.
- Ernst Ghenzi, 1951-54. Sculpteur
- Léo Paul Erhardt, 1966-68. Sculpteur et photographe (a collaboré avec O. Toscani)